# HD 18742
HD 18742は、エリダヌス座の方角に、およそ530光年の距離にある恒星である。その周囲には、1つの太陽系外惑星が発見されている

## 特徴
HD 18742は、見かけの等級が7.81の黄色い準巨星である。スペクトル型はG8/K0 IVと分類され、質量と半径はそれぞれ太陽の1.36倍、5.13倍、表面温度は4,940Kと推定され、光度は太陽の14倍程である。年齢は、およそ23億年とみられる。

## 惑星系
2011年、ケック天文台における視線速度法の観測から、HD 18742の周りに1つの系外惑星が存在する、と報告された。この惑星HD 18742 bは、質量が木星の3.4倍以上ある巨大ガス惑星とみられ、母星から1.8au程の距離を、およそ770日の周期で公転している。
HD 18742の視線速度曲線には、HD 18742 bによる変化の他に、系統的な変化がみられ、ケック望遠鏡で更に8年以上視線速度を測り続けた結果、HD 18742 bの影響を除いた視線速度変化に、およそ900日の周期性がみられた。そこで、惑星が2つ存在すると仮定して計算した結果、惑星が1つの場合よりも視線速度曲線をよく説明できたので、第2の惑星HD 18742 cの存在が考えられるようになった。しかし、求められた軌道がHD 18742 bに近いため疑わしく、惑星候補に止まっている。
| 名称 （恒星に近い順） | 質量               | 軌道長半径 （天文単位） | 公転周期 (日)    | 軌道離心率    | 軌道傾斜角 | 半径     |
| --------------------- | ------------------ | ----------------------- | ---------------- | ------------- | ---------- | -------- |
| b (Bagan)             | > 3.362 ± 1.236 MJ | 1.82                    | 766.419 ± 24.763 | 0.040 ± 0.035 | —          | 1.166 RJ |
| c (未確認)            | > 2.426 ± 1.226 MJ | 1.96                    | 858.724 ± 40.797 | 0.056 ± 0.052 | —          | 1.194 RJ |

## 名称
2019年、世界中の全ての国または地域に1つの系外惑星系を命名する機会を提供する「IAU100 Name ExoWorldsプロジェクト」において、HD 18742とHD 18742 bはミャンマー連邦共和国に割り当てられる系外惑星系となった。このプロジェクトは、「国際天文学連合100周年事業」の一環として計画されたイベントの1つで、ミャンマー国内での選考、国際天文学連合 (IAU) への提案を経て、太陽系外惑星とその母星に固有名が承認されるものであった。2019年12月17日、IAUから最終結果が公表され、HD 18742はAyeyarwady、HD 18742 bはBaganと命名された。Ayeyarwadyは、ミャンマー最大かつ最も重要な川であるエーヤワディー川。Baganは、そのエーヤワディー川流域にある古都バガンで、2019年に世界遺産に登録された。